# Edílson
Edílson da Silva Ferreira (Salvador da Bahia, 17 september 1971), voetbalnaam Edílson, is een voormalig Braziliaans voetballer. 

## Clubvoetbal
Edílson speelde voornamelijk voor Braziliaanse clubs met enkele buitenlandse avonturen bij het Portugese Benfica (1994–1995), het Japanse Kashiwa Reysol (1996–1997, 2002–2003) en Al-Ain (2005) uit de Verenigde Arabische Emiraten. Het meeste succes had de aanvaller met Corinthians in 2000, toen het eerste FIFA Club World Championship werd gewonnen en Edílson werd verkozen tot speler van het toernooi. Verder werd hij vier keer kampioen van de Campeonato Brasileiro, tweemaal met Palmeiras (1993, 1994) en tweemaal met Corinthians (1998, 1999). In 1998 werd hij verkozen tot Braziliaans voetballer van het jaar

## Nationaal elftal
Edílson speelde 35 interlands voor het Braziliaans nationaal elftal. Hij behoorde tot de Seleção die het WK 2002 won. Met vier invalbeurten had Edílson een beperkte rol in de winst.

## Erelijst
Palmeiras
- Campeonato Brasileiro Série A: 1993
- Campeonato Paulista: 1993, 1994
- Torneio Rio-São Paulo: 1993

 Corinthians
- Campeonato Brasileiro Série A: 1998, 1999
- Campeonato Paulista: 1999
- FIFA Club World Championship: 2000

 Flamengo
- Campeonato Carioca: 2001
- Copa dos Campeões: 2001

 Cruzeiro
- Copa Sul-Minas: 2002

 Vitória
- Campeonato Baiano: 2004

 Al-Ain
- UAE President's Cup: 2004/05

 Brazilië
- FIFA WK: 2002

### Individueel
- FIFA Club World Cup – Gouden Bal: 2000
- Bola de Ouro: 1998
- Bola de Prata: 1998
- Campeonato Carioca – Beste Aanvaller: 2001

1 Marcos ·
2 Cafú  ·
3 Lúcio ·
4 Roque Júnior ·
5 Edmílson ·
6 Roberto Carlos ·
7 Ricardinho ·
8 Gilberto Silva ·
9 Ronaldo ·
10 Rivaldo ·
11 Ronaldinho ·
12 Dida ·
13 Belletti ·
14 Ânderson Polga ·
15 Kléberson ·
16 Júnior ·
17 Denílson ·
18 Vampeta ·
19 Juninho Paulista ·
20 Edílson ·
21 Luizão ·
22 Rogério Ceni ·
23 Kaká ·
Coach: Scolari